# Эстермальм

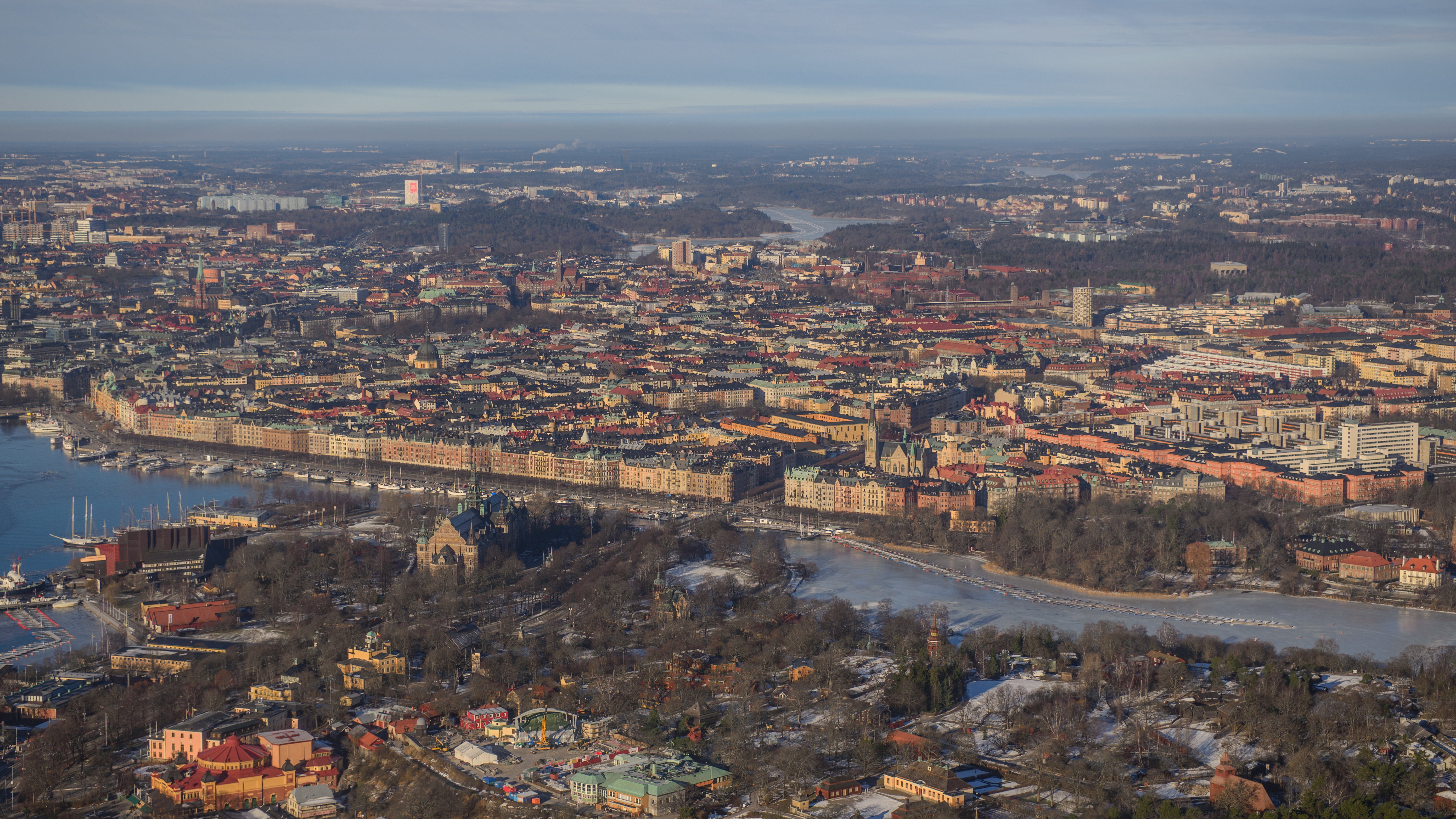
Эстермальм

Эстермальм (швед. Östermalm — «восточное предместье») — городской район Стокгольма, бо́льшая часть которого расположена в одноимённом городском округе. Чаще всего название «Эстермальм» ассоциируется с эксклюзивным дорогим жильём, как например кварталы Страндвеген, Карлаплан, Вилластаден и Дипломатстаден.

## История
Эстермальм в XVII—XVIII веках называли «Землёй скотных дворов» (Ladugårdslandet), это отражало реальную ситуацию, так как тогда на одном месте существовало одновременно целых четыре скотных хозяйства. Первый архитектурный план Эстермальма, созданный в 1640 году, охватывает в основном улицы вокруг центральной площади — Эстермальмсторга. В это время Эстермальм являлся популярным местом для отдыха, особенно в летние месяцы. Чуть позже в районе стали располагаться в основном казармы и армейские постройки. В это время район был одной из бедных и грязных частей города. В XIX веке произошла большая перестройка района в результате которой, количество состоятельных жителей района значительно увеличилось. Старое имя уже казалось слишком непрезентабельным для этого района и в 1885 году он получил новое название — «Эстермальм».
В Эстермальме также находилась одна из городских застав — Ladugårdslandstullen. Два дома заставы находились на месте теперешнего Карлаплана.

## Общие сведения

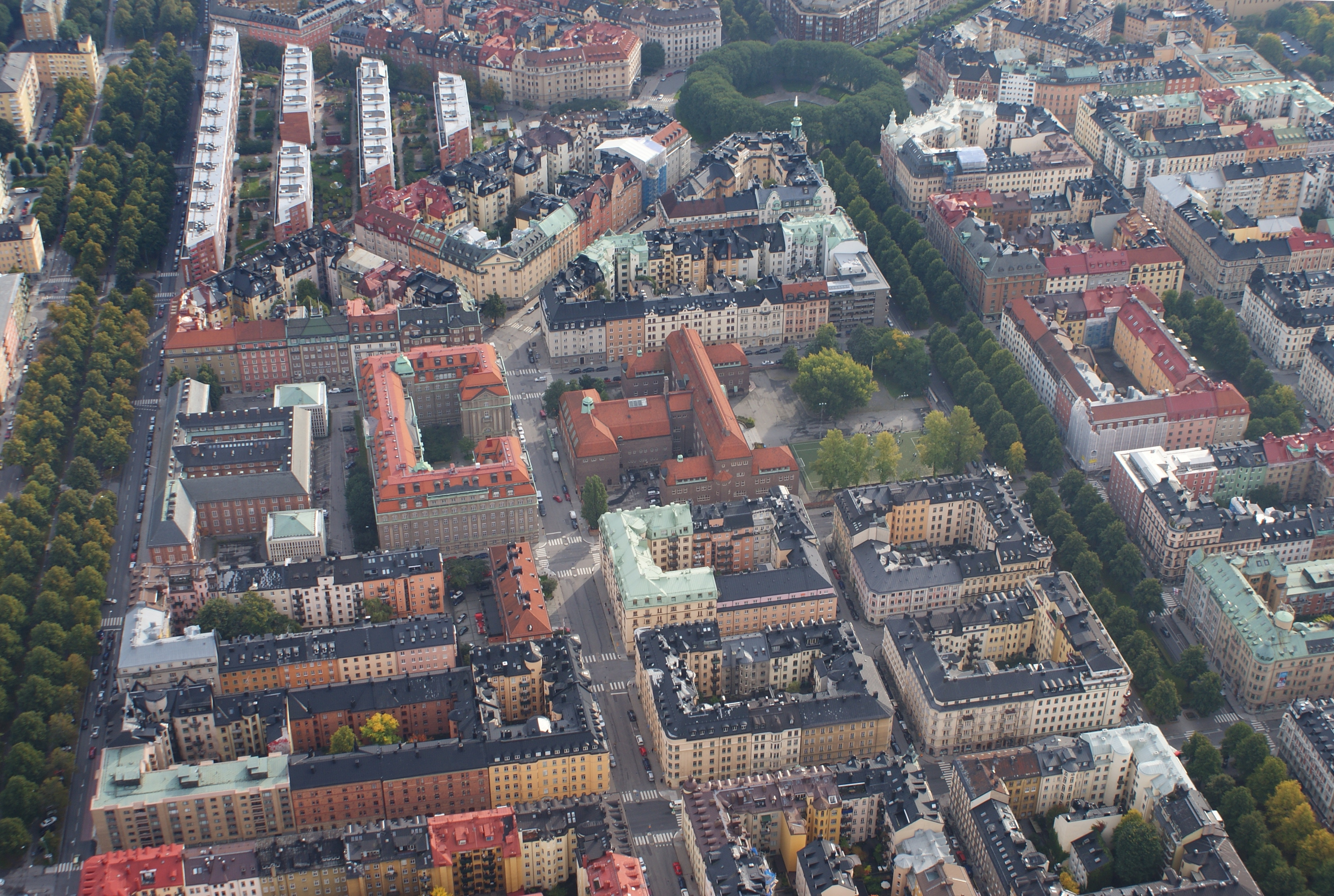
Вид на центральный Эстермальм

Эстермальм восточнее Стурегатана, построен по чёткому плану в виде сетки кварталов: более широкие улицы, идущие с востока на запад, пересекают под прямым углом улицы, идущие с юга на север. Большая часть застройки сделана в 1880—1930-е гг., но встречается некоторое количество и более старых и более новых домов. Дома в основном пятиэтажные, у них элегантные фасады облицованы камнем, штукатуркой или шифером. Наиболее дорогие дома расположены вдоль улиц Страндвеген, Нарвавеген, Валхаллавеген и Карлавеген. Внутри домов находятся большие квартиры, часто богато украшенные штукатуркой, деревянной облицовкой и т. д. Перестройка Норрмальма практически не затронула этот район.
Севернее Карлаплана — застройка новее, она была вдохновлена функционализмом. Между Стурегатаном и Энгельбректсгатаном расположен Вилластаден, где многие дома отделены от улиц садиками — напоминание о том, что в XIX веке в данном районе находились в основном особняки.
В южном Эстермальме, часто называемом также «Нижним Эстермальмом», расположенным у воды, находятся: историческое здание Королевских конюшен (Hovstallet), Музей Армии, Исторический музей, Королевский драматический театр, Музей музыки и Дипломатстаден. Другие важные здания в этой части города: Здание телевидения и радио, офисный комплекс Гарнизонен, Дворец Фредериксхов, Церковь Хедвиги Элеоноры, Церковь Оскара и Церковь Густава Адольфа.
В XX веке Эстермальм стал районом с высоким социальным статусом и самыми высокими в Стокгольме ценами на жильё. Многие высокопоставленные чиновники, бизнесмены и артисты живут здесь.

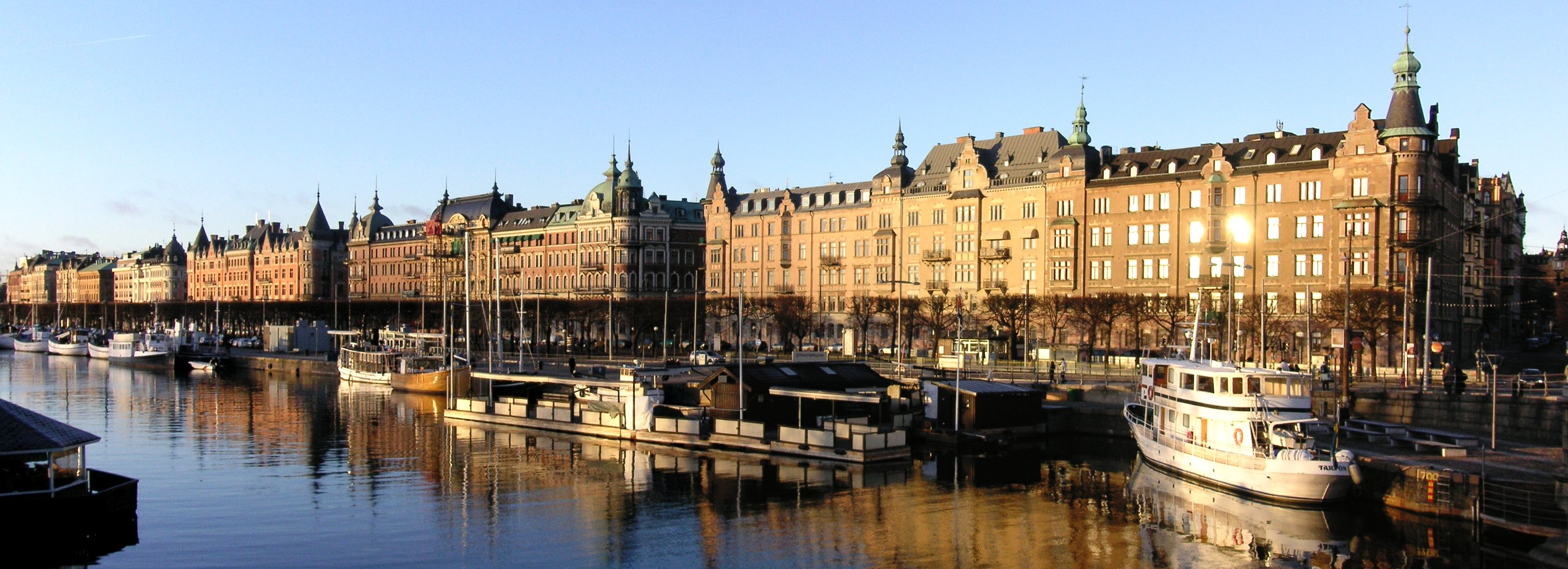
Вид на Страндвеген (Южный Эстермальм)
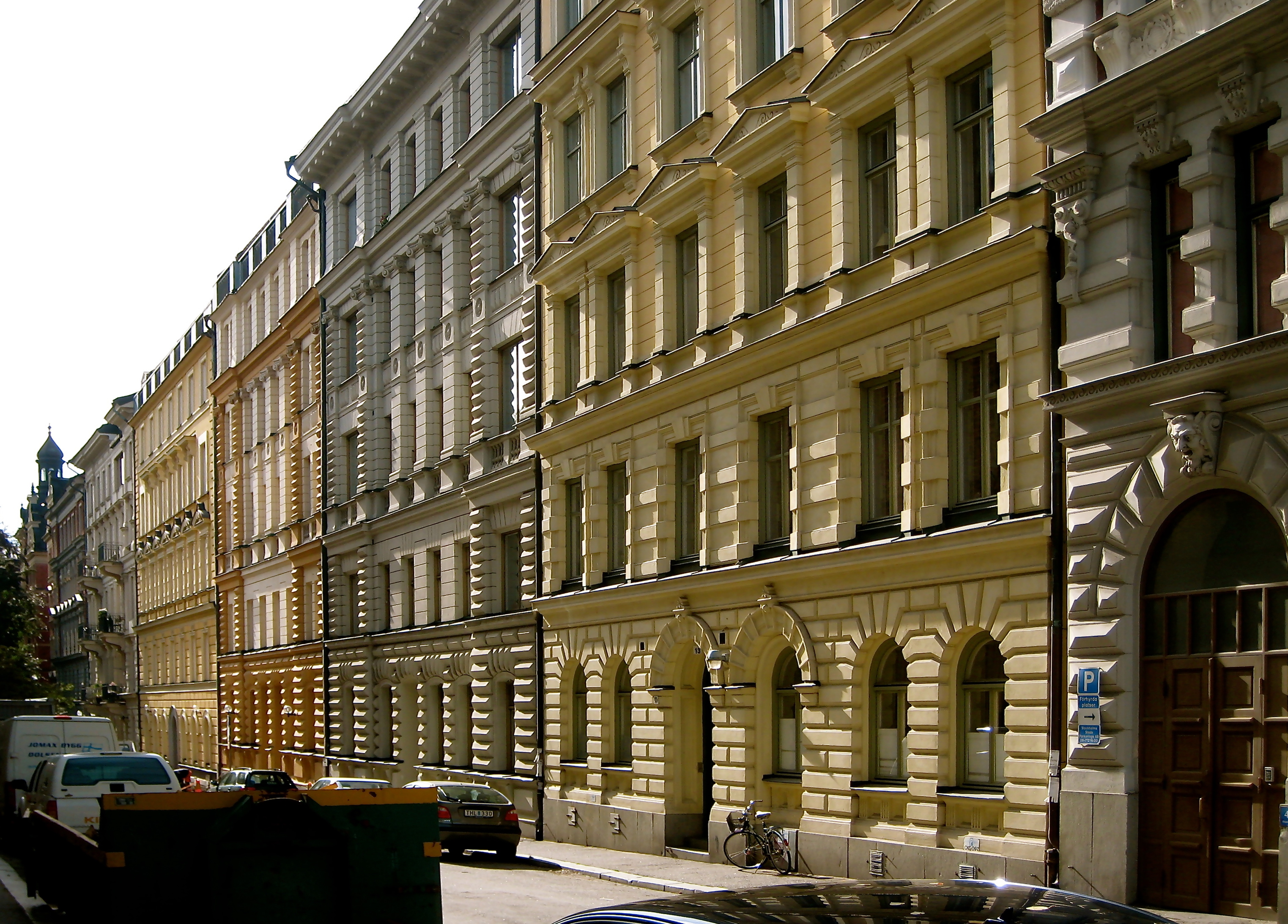
Дом у Стуреплана (Центральный Эстермальм)
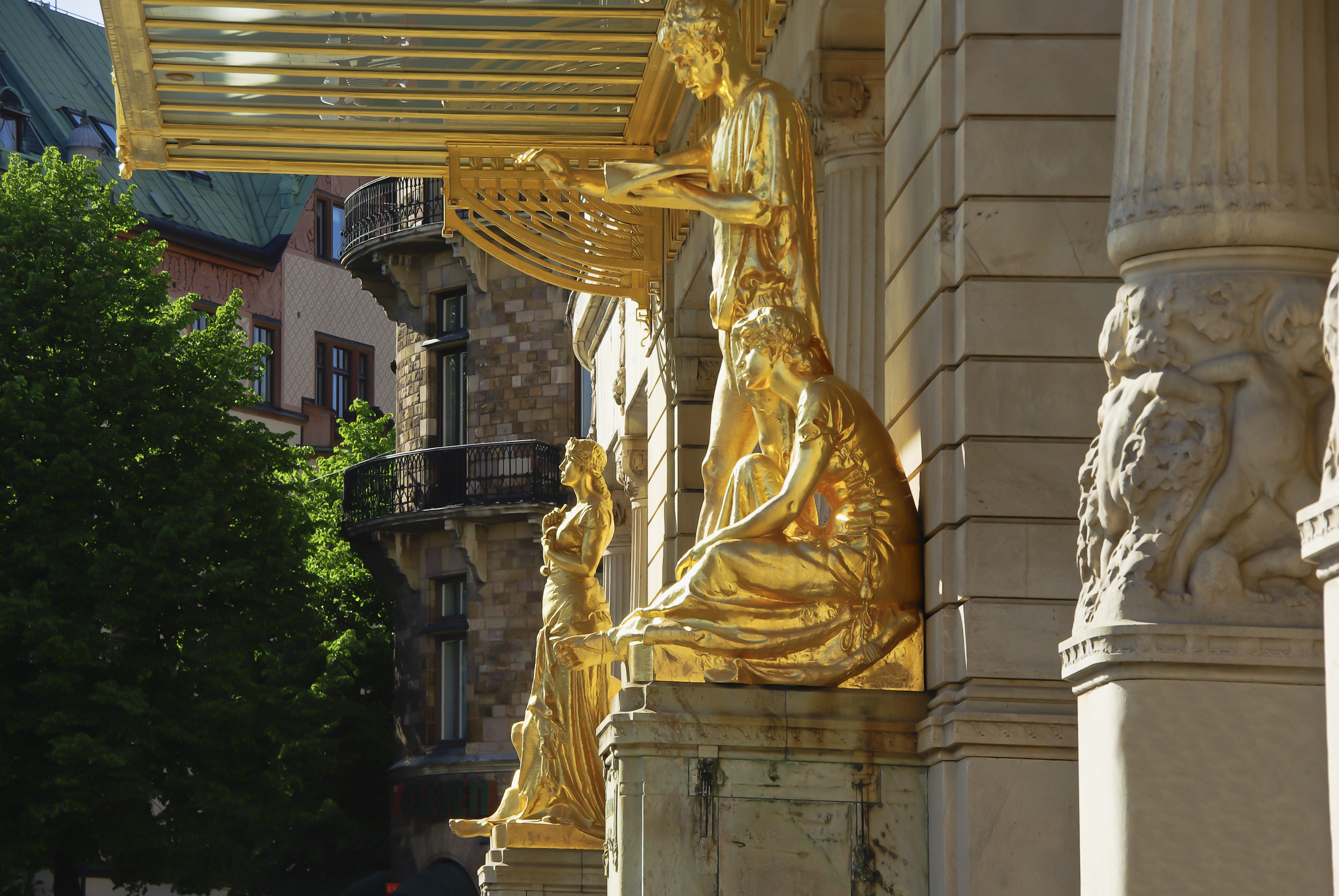
Вход в Королевский драматический театр